# 두바이 분수
두바이 분수 (The Dubai Fountain, 아랍어: نافورة دبي)는 아랍에미리트 두바이 시의 다운타운 두바이 개발구역 중앙에 위치한 분수이다. 부르즈 할리파의 인공호수 (약 12만 m²)에 설치된 세계 최대의 연출용 분수이기도 하다. 두바이 분수에 설치된 조명은 총 6,000개, 컬러프로젝터도 25대에 달한다. 전체 길이는 75m, 최대분사높이는 500m 상공이며, 클래식 음악에서 현대 아랍음악과 전세계 음악에 이르기까지 다양한 장르의 음악을 선보인다. 두바이 분수의 시공은 라스베가스 벨라지오 호텔 분수를 기획한 경력이 있는 미국의 분수 전문회사 WET 디자인 사에서 맡았다. 공사비용은 800만 디르함 (약 2200억 원)에 달한다.
두바이 분수라는 명칭은 개발사인 에마르사에서 공모를 통해 선정한 이름이며, 2008년 10월 26일에 공식 발표하였다. 분수 시험가동은 2009년 2월에 시작되었으며, 같은해 5월 7일 두바이 몰의 공식 개장과 함께 완공되었다.

## 기술정보
두바이 분수가 분사하는 물의 양은 약 83,000리터에 달하며, 6,600여개의 조명과 25개 컬러프로젝트가 설치되어 화려하게 장식한다. 2010년 말에는 새해맞이 분수쇼를 위해 화염을 내뿜는 장치가 분수 외곽에 잠시 설치되기도 했다. 두바이 분수의 물은 수많은 조합과 패턴으로 내뿜을 수 있으며, 분수에서 나오는 불빛은 30km 바깥에서도 관측할 수 있다.
두바이 분수는 여러 유형의 고압 분사기가 설치되어 있다. 먼저 조정기 (oarsmen)는 물줄기가 춤추는 것처럼 보이게 만들고 슈터 (shooter)는 물을 위로 쏘아올린다. 슈퍼 슈터는 물을 70m 상공으로 쏘아올릴 정도의 수압을 지녔고, 익스트림 슈터는 500m 상공까지 쏘아올릴 수 있다. 이들 분사기에서 물이 분사되고 나면 '뻥' 소리가 크게 난다. 익스트림 슈터는 최소한 아껴 쓰는데, 500m 고도까지 물을 쏘아올릴 정도의 수압과 동력을 충전하기 위해선 시간이 많이 들기 때문이다.

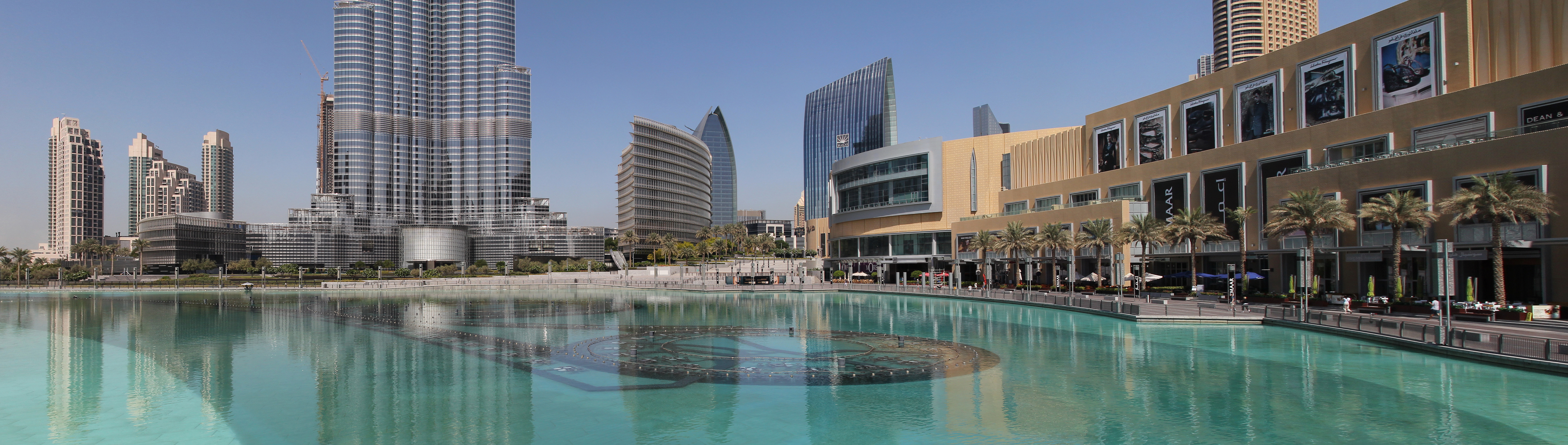
두바이 분수가 설치된 인공호수의 전경

## 공연

두바이 분수의 기본 노즐형태

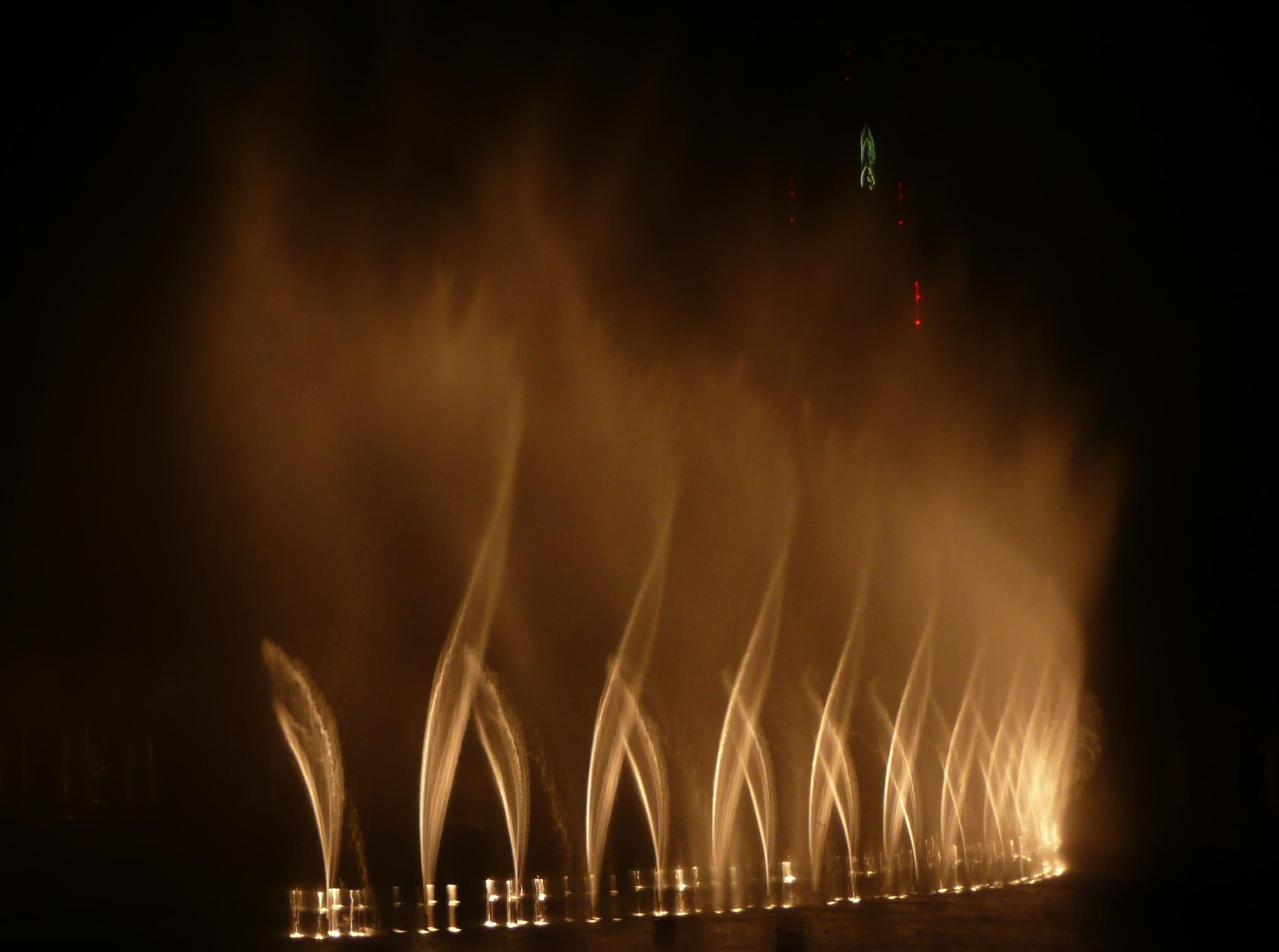
가동중인 두바이 분수

두바이 분수는 빛과 음악이 어우러진 공연에 따라 작동한다. 호수 주변의 산책로나 주변 건물 어디서든 감상할 수 있는 이 분수쇼는 오후 1시와 오후 1시 반에 거행되며, 주중에는 오후 6시부터 오후 10시, 주말 (금토일)에는 오후 6시부터 오후 11시까지 매 30분마다 반복된다.
분수쇼에서 트는 곡은 다음과 같다.
- "Sama Dubai" - 두바이 통치자인 셰이흐 무함마드의 헌정곡. 분수쇼의 첫번째 차례로 시작하는 곡이다.
- "Baba Yetu" - 크리스토퍼 틴
- "Shik Shak Shok" - 하산 아부 엘 세우드, 아라비아 춤곡.
- "Inshed An Aldar" ("고장에 대해서 묻다") - 2010년 1월 4일 부르즈 할리파의 완공을 기념해 작곡된 아랍어 노래
- "Con Te Partirò" (Time to Say Goodbye) - 안드레아 보첼리, 사라 브라이트먼
- "Dhoom Thana" (힌두어 노래) - 비샬, 세카르
- "Waves" ("Amvaj") - 비잔 모르타자비
- "Bassbor Al Fourgakom" - 후세인 알 자스미가 작곡한 아랍어 노래
- "I Will Always Love You" - 휘트니 휴스턴
- "All Night Long" - 리오넬 리치
- "The Magnificent Seven" (영화 매그니피센트 7 OST) - 프라하 필하모닉 오케스트라
- "Thriller"  - 마이클 잭슨
- "Ishtar Poetry" - 푸라트 카두리
- "Mon Amour" - 지하드 아클
- "O Mio Babbino Caro" - 담 키리 테 카나와
- "Enta Omri"  - 호삼 람지
- "The Prayer" - 셀린 디언, 안드레아 보첼리
- "Lana Allah" - 무함마드 아브두
- "Ezel" (드라마 에젤 OST) - 토이가 이시클리
- "Flying Drum" - 버티컬 오케스트라
- "Butterfly Lovers' Violin Concerto" - 루시칭
- "Ensan Akthar" - 압둘 마지드 압둘라
- "Ishy Bilady" - 아랍에미리트 국가
- "Wen Bie" - 재키 청
- "Hello Tomorrow" (크리스토퍼 틴 작곡) - 로열 필하모닉 오케스트라
- "The Centre of Now" - 바버라 스지만스카
- "Walk On The Wild Side" (Inst.)
- "Turandot/Act 3-Nessun Dorma" - 루치아노 파바로티, 존 올디스 합창단
- "Mission Impossible" (리믹스) - 라운지 크루
- "Aa Bali Habibi" - 엘리사
- "Hero" (스페인 버전) - 엔리케 이글레시아스
- "Lyubov' Pohoyoaya Na Son" - 알라 푸가체바
- "La Vie En Rose" - 에디트 피아프
- "Skyfall" - 아델
- "Twlht Ana Lsotak" - 에이다 알 멘할리
- "Power" - 엑소
- "The Sound of Silence" - 방해
- "Blood Upon the Snow" - 베어 맥크리리 특징 호지어
- "The Opera of Maria and Draco" - 노부오 우에마츠

## 갤러리

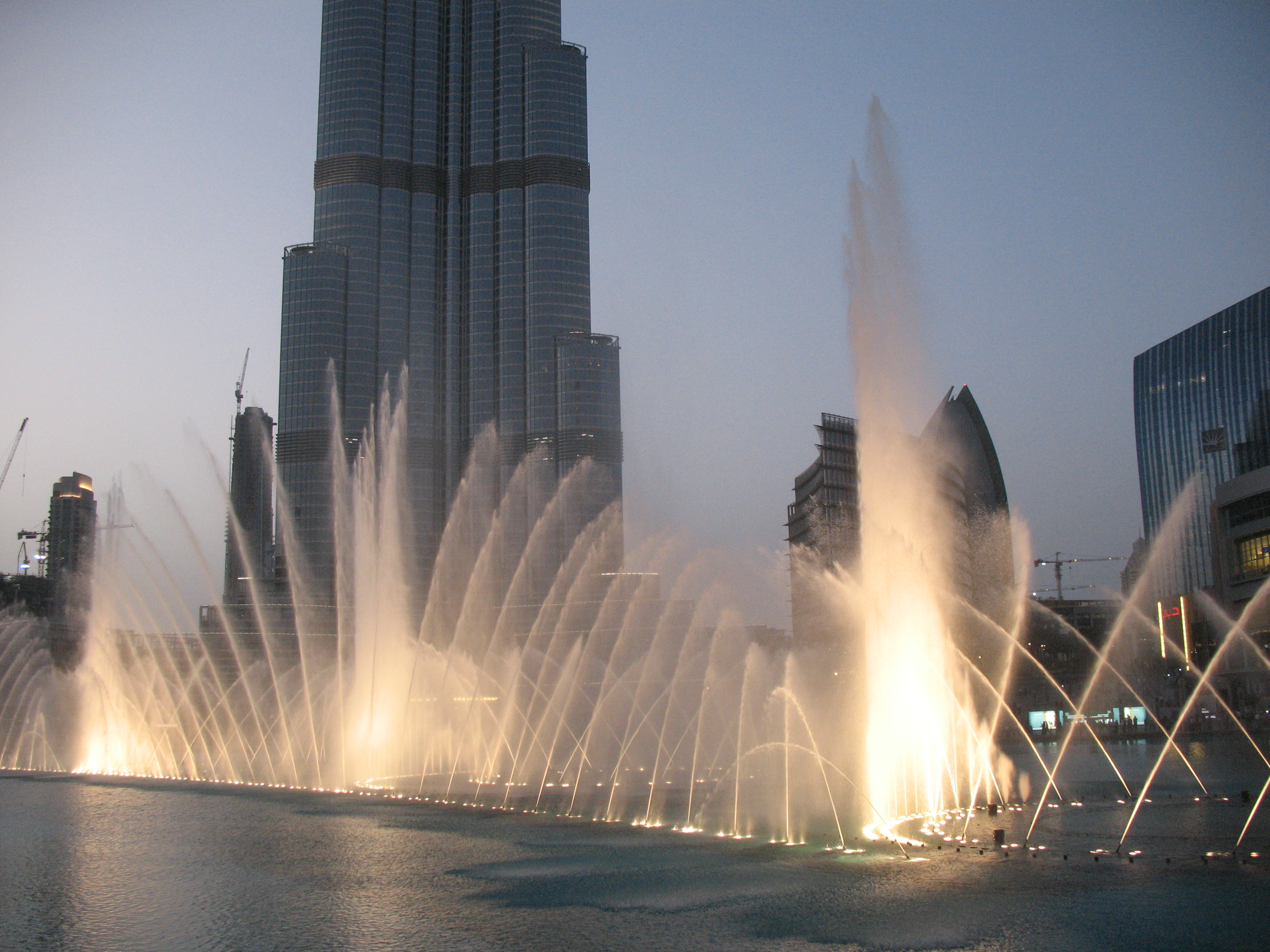
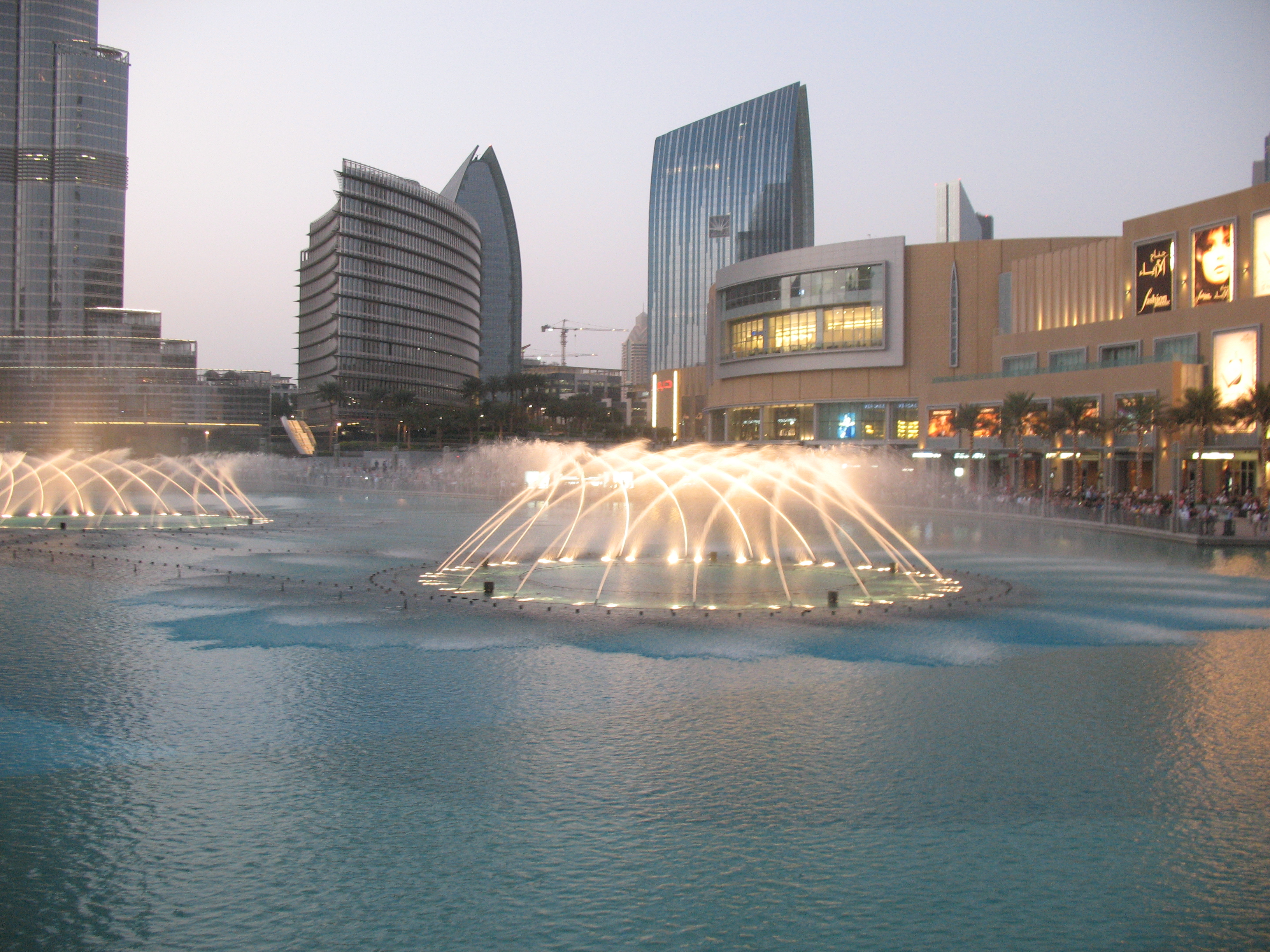
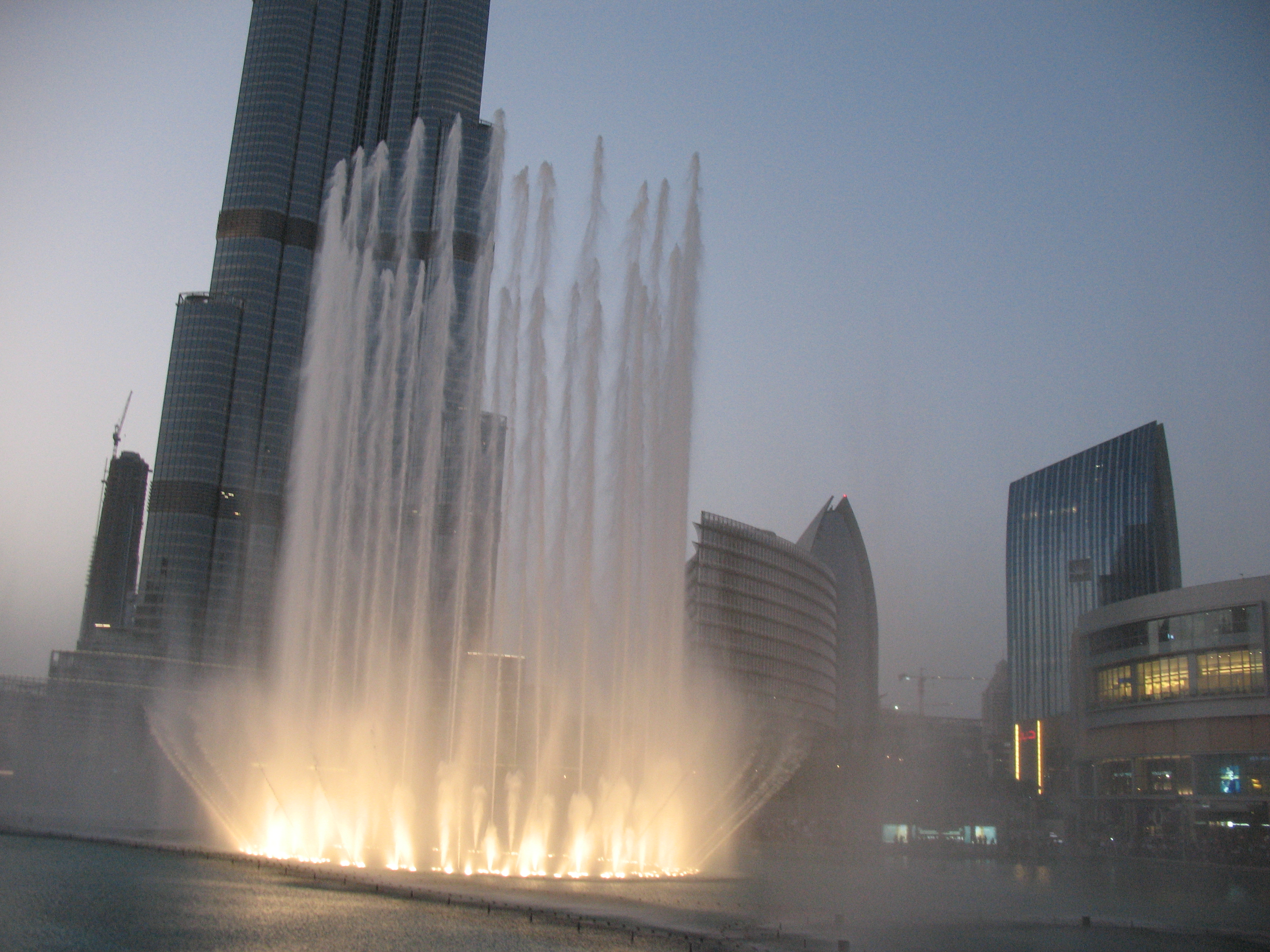
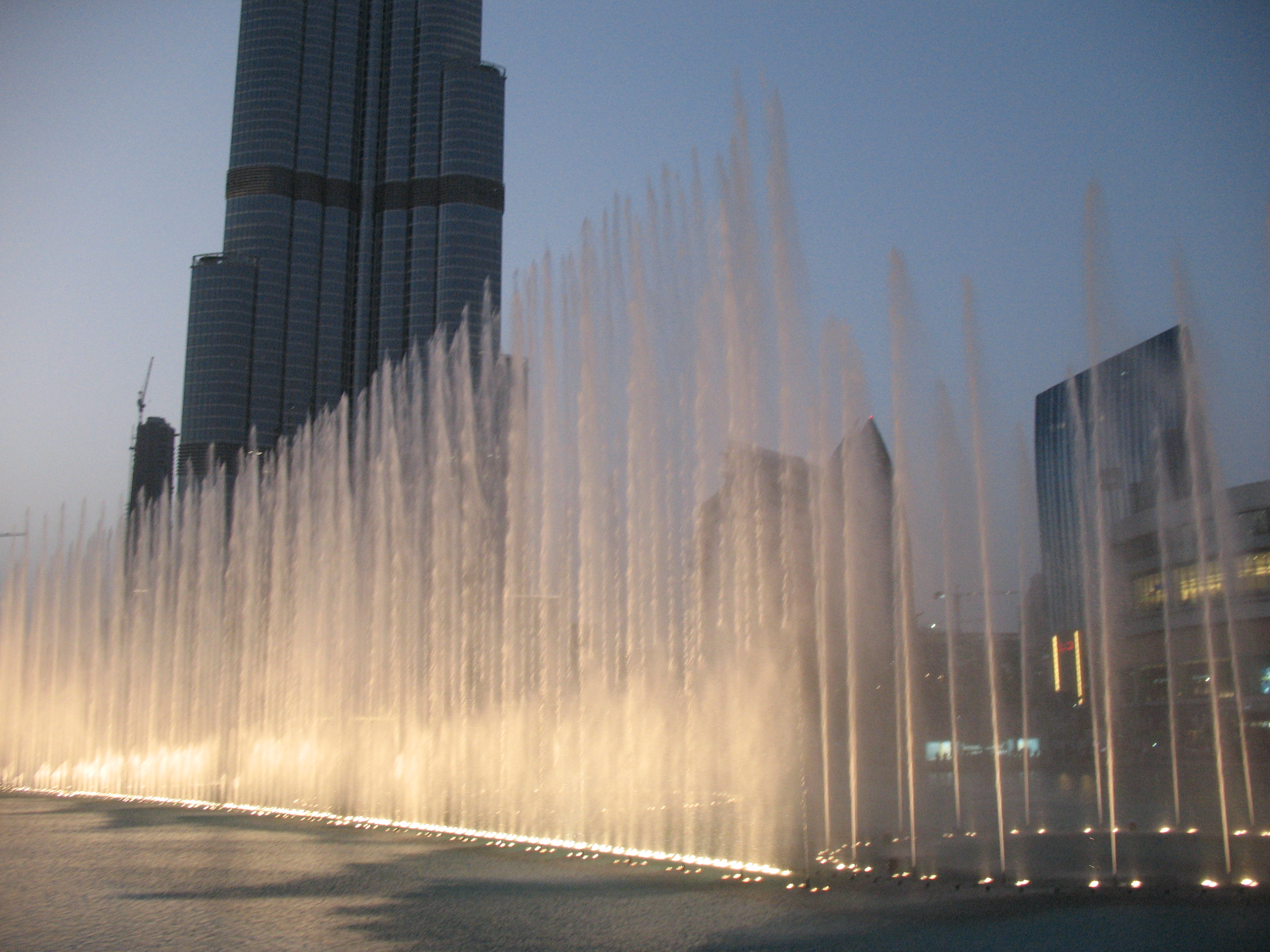
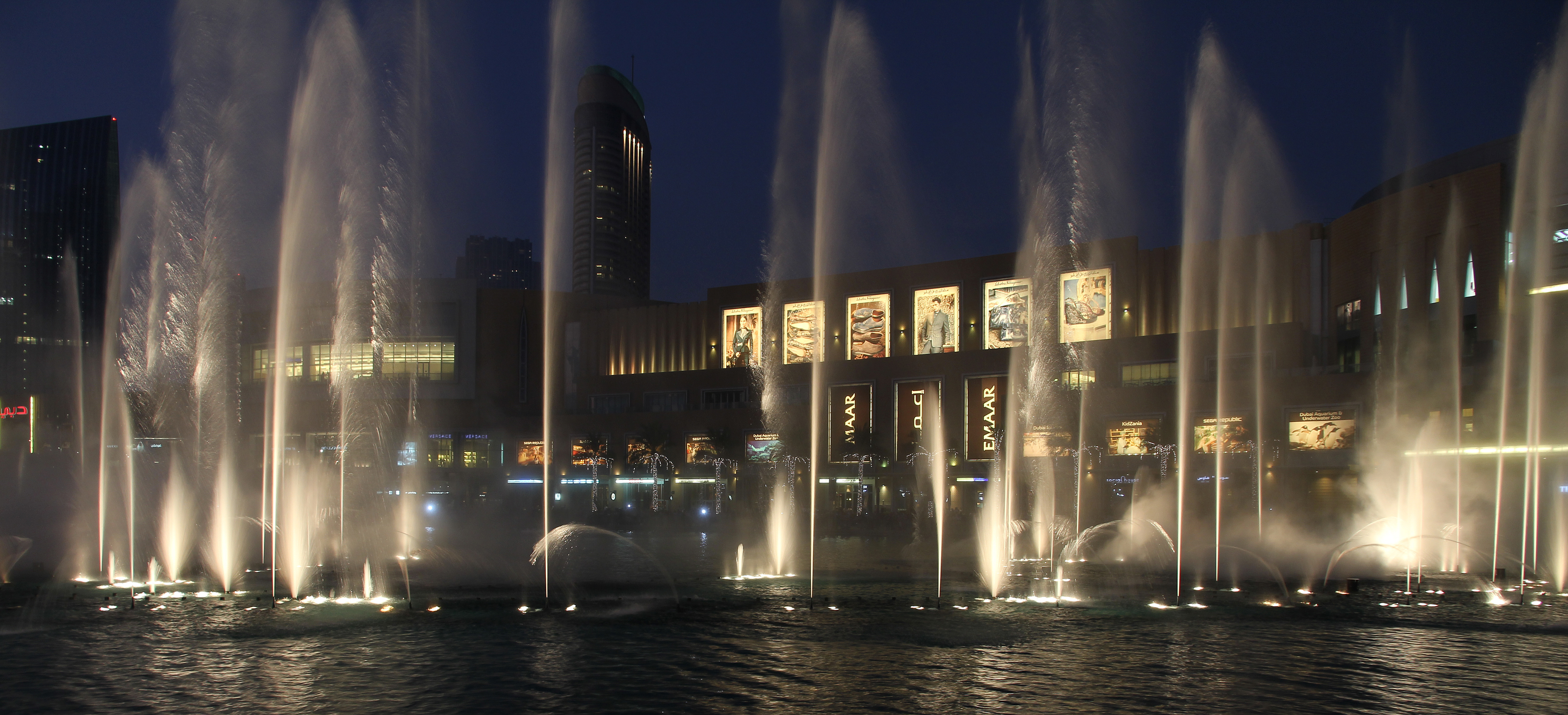
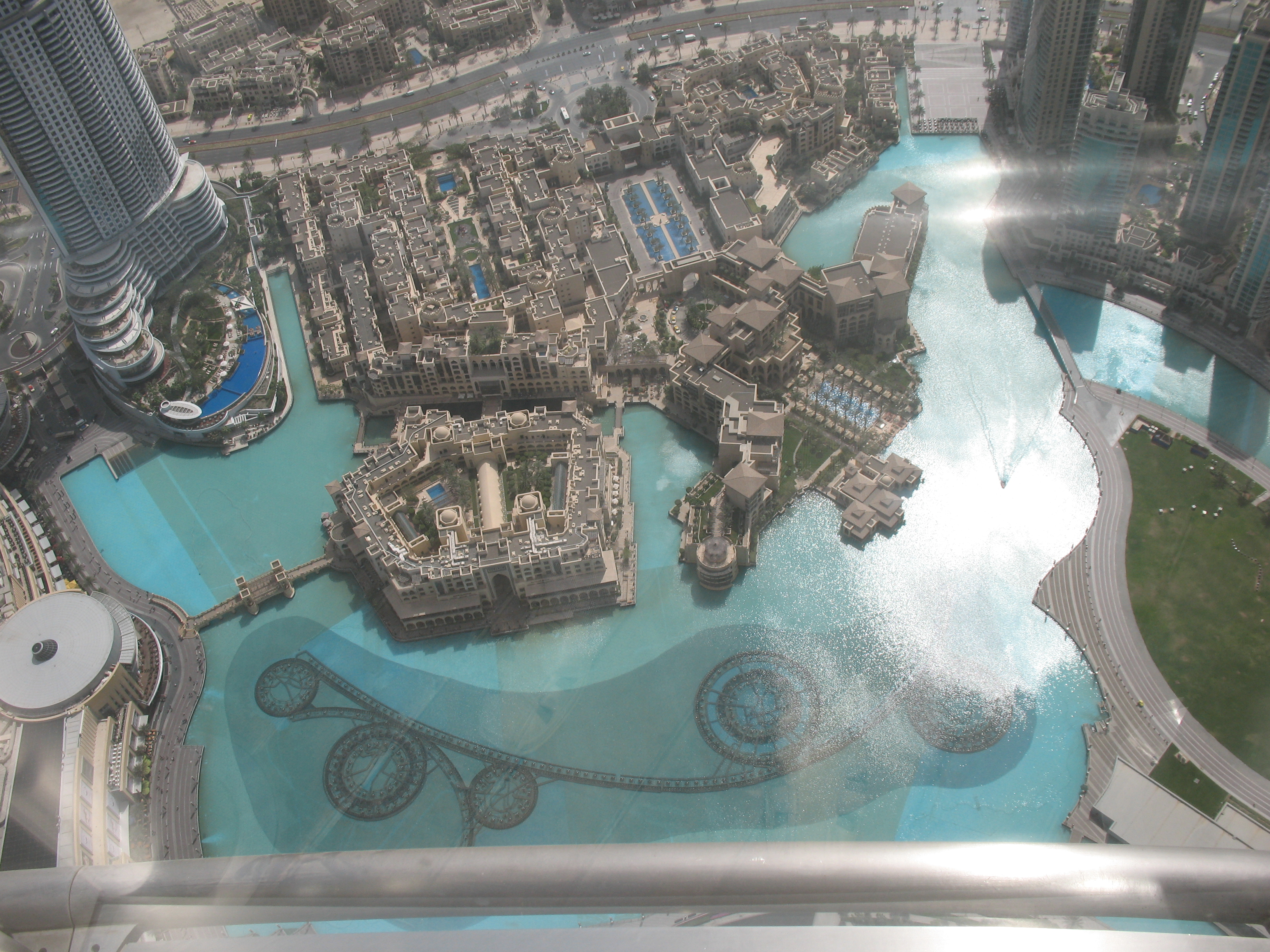
부르즈 할리파에서 내려다본 분수
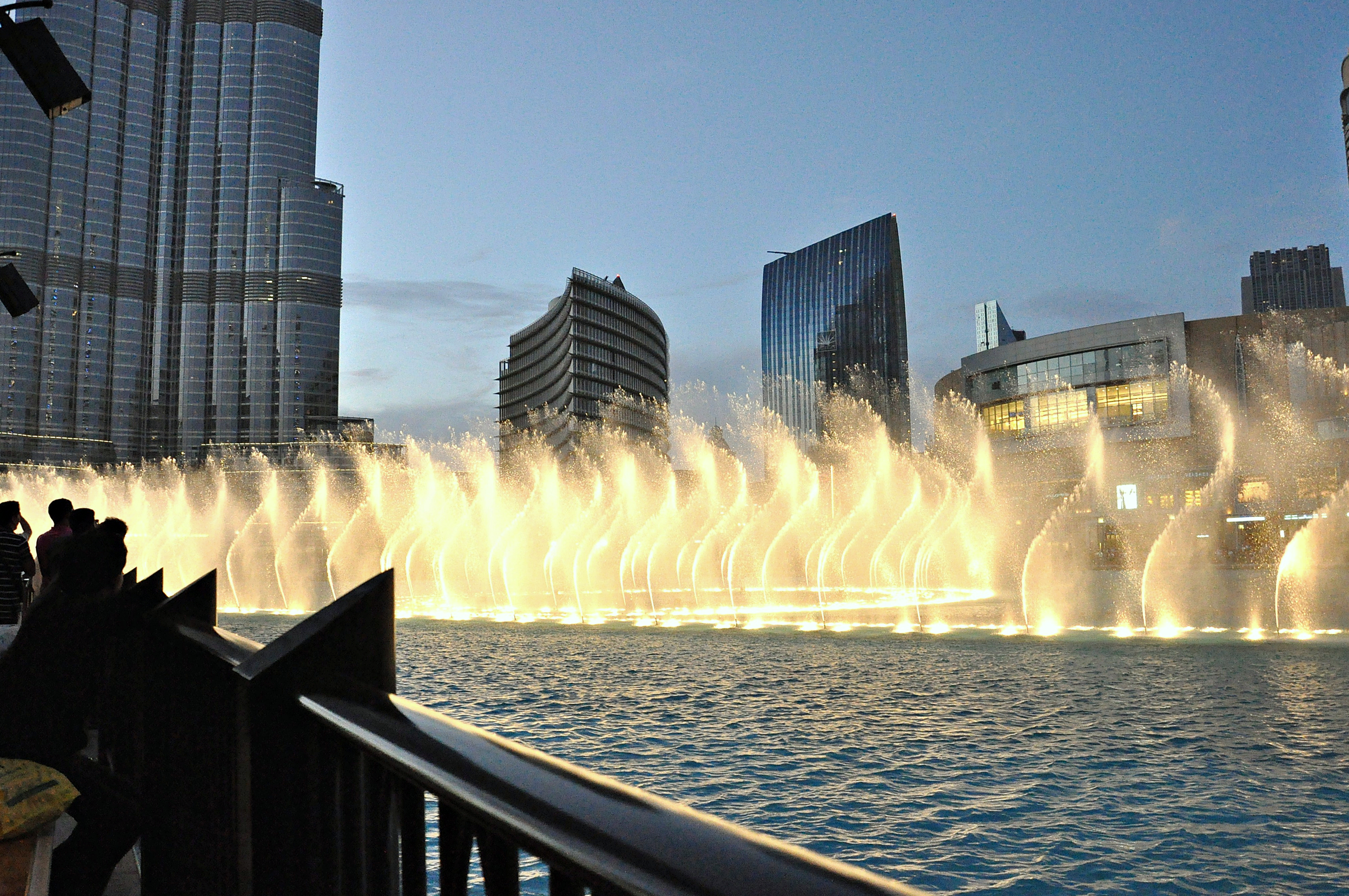

## 같이 보기
- 부르즈 할리파